# Louis Maimbourg

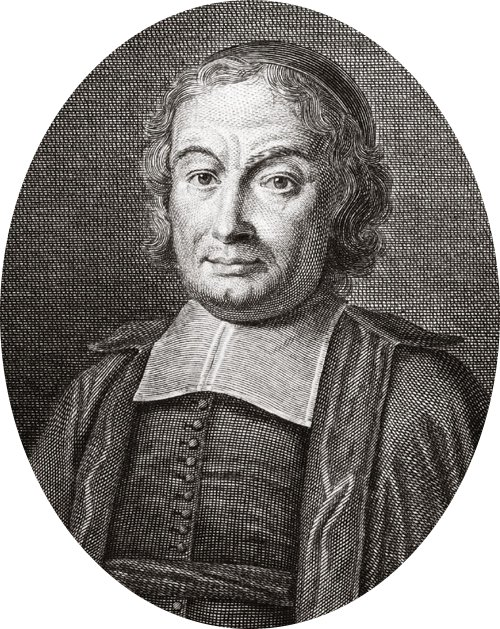
Louis Maimbourg.

Louis Maimbourg, född den 10 januari 1610 i Nancy, död den 13 augusti 1686 i Paris, var en fransk historieskrivare och på sin tid uppburen predikant.
Maimbourg intogs helt ung i jesuitorden och blev sedermera professor i Rouen. Hans historiska arbeten, L'histoire de l'hérésie des iconoclastes, L'histoire du schisme des grecs, L'histoire du wiccliffisme, L'histoire du calvinisme och L'histoire du luthéranisme med flera, beskylls för ytlighet och partiskhet, men framkallade värdefulla vederläggningar av Bayle, Jurieu och i synnerhet Seckendorff. Genom sitt ivriga försvar för den gallikanska kyrkans frihet ådrog Maimbourg sig påvens onåd, så att han utstöttes ur jesuitorden. (Han belönades dock av Ludvig XIV med pension och titeln historiograf.) Han utgav till följd därav sitt berömda arbete Traité historique sur les prérogatives et les pouvoirs de l'église de Rome et de ses évéques (1685; nyare upplaga 1831).